# Auguste Jordan
Auguste „Gustl“ Jordan, eigentlich August Jordan, manchmal auch Gustav Jordan (* 21. Februar 1909 in Linz, Österreich-Ungarn; † 17. Mai 1990 in Château-Thierry), war ein österreichischer und französischer Fußballspieler und -trainer.

## Karriere als Spieler

### Vom Jugendspieler zum Amateurstaatsmeister
August Jordan startete seine Spielerkarriere wie viele junge Fußballspieler der oberösterreichischen Landeshauptstadt in den 1920er Jahren auf dem Linzer Exerzierfeld. Von dort wechselte er in die Jugendmannschaft des Linzer ASK und wurde auf Grund seines Talents bereits mit 15 Jahren als Verbindungsstürmer in der Kampfmannschaft eingesetzt. Seine Spezialität waren Kopfbälle, er war durchtrainiert, schoss beidbeinig, bewies Übersicht, gab präzise Vorlagen und war ein sehr guter Techniker. Mit den Linzern gewann er mehrmals die oberösterreichische Landesmeisterschaft und in der Saison 1930/31 nach einem 1:1 auswärts mit einem 2:1-Sieg gegen den Grazer AK in Linz die österreichische Amateurstaatsmeisterschaft, wobei er jedoch beim Rückspiel nicht eingesetzt wurde. In der Folgesaison spielte er in beiden Finalspielen um die Amateurmeisterschaft, unterlag jedoch mit seiner Mannschaft dem Grazer AK in beiden Spielen (0:2 und 2:4).

### Erfolgreiches Intermezzo in Wien
1932 wechselte Jordan während der laufenden Saison zum damaligen Wiener Erstligisten Floridsdorfer AC in die oberste professionelle österreichische Spielklasse. In den restlichen Spielen der Saison 1931/32 schoss er dabei 16 Tore für Floridsdorf und konnte sich in der Torschützenliste überraschend auf dem vierten Rang hinter Anton Schall, Franz Weselik und Matthias Kaburek platzieren. Diese Leistung war umso bemerkenswerter, da die Floridsdorfer sowohl in dieser als auch in der Folgesaison, in der Gusti Jordan vor seinem Wechsel nach Paris noch 9 Tore gelangen, stets gegen den Abstieg aus der ersten Liga spielten.

### Wechsel nach Frankreich

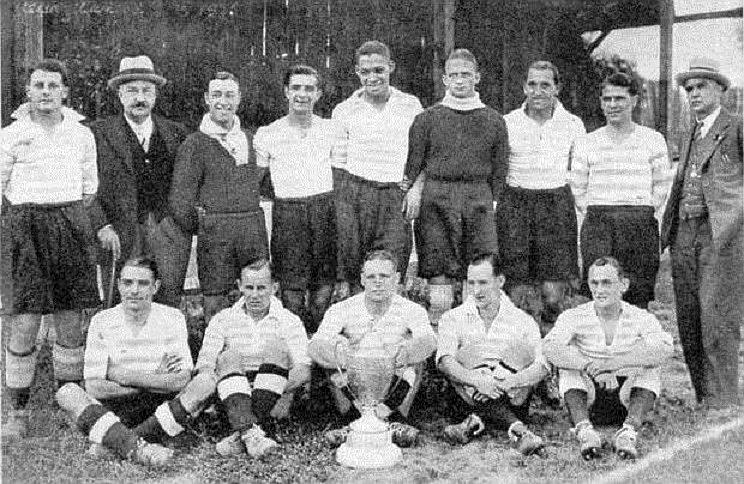
Auguste Jordan (3. v. r., stehend) mit dem RC Paris (1936)

Nachdem er 1933 ein Angebot aus Paris erhalten hatte, ging der 1,79 m große und 77 kg schwere Läufer und Mittelstürmer gemeinsam mit Rudolf Hiden nach Frankreich und spielte von 1933 bis 1945 beim Racing Club de Paris. Mit diesem Verein gewann er 1936 die französische Meisterschaft der Division 1 und feierte mit dem Gewinn der Coupe de France auch das Double. Mit den Pokalsiegen von 1939, 1940 und 1945 feierte der gebürtige Linzer drei weitere große Titelgewinne in seiner Karriere. Bemerkenswert ist, dass mit Rudi Hiden (1933–1940) und Henri Hiltl (1939–1940) in dieser Zeit zwei weitere Fußballgrößen mit österreichischen Wurzeln bei den Hauptstädtern spielten. Jordan reifte in Frankreich zu einem Mittelstürmer internationaler Klasse und spielte sagenhafte 13 Jahre für den Racing Club de Paris in der damaligen französischen Division 1.

### Mit der Équipe Tricolore bei der WM 1938
Ab 1937 galt er als naturalisierter Franzose, 1938 nahm Jordan dann auch endgültig die französische Staatsbürgerschaft an und erhielt im selben Jahr seine erste Einberufung in die französische Nationalmannschaft. Bei der Weltmeisterschaft 1938, die in Frankreich ausgetragen wurde, kam Auguste Jordan in beiden Spielen zum Einsatz, allerdings auf der Läuferposition. Die Franzosen scheiterten nach einem 3:1 gegen Belgien bereits im Viertelfinale am späteren Weltmeister Italien mit 1:3. Insgesamt brachte es Jordan zwischen 1938 und 1945 auf 16 Spiele und ein Tor für die Équipe Tricolore und war zeitweise auch deren Mannschaftskapitän. Interessant ist dabei, dass im Spiel gegen Portugal am 28. Jänner 1940 im Pariser Prinzenparkstadion mit Jordan, Hiden und Hiltl gleich drei ehemalige Österreicher für die französische Nationalelf einliefen. Am 6. Dezember 1945 spielte Gusti Jordan in seinem letzten Auswahlspiel für die französische Nationalmannschaft zum ersten und einzigen Mal gegen seine ehemaligen Landsleute. Die Österreicher gewannen das Match in Wien mit 4:1. Bis heute konnten nur fünf Spieler von Racing Club de Paris mehr Länderspiele für sich verzeichnen als Gusti Jordan. In die Österreichische Fußballnationalmannschaft wurde Jordan hingegen nie einberufen, was jedoch den Hintergrund hatte, dass im Ausland tätige Legionäre damals grundsätzlich keine Berücksichtigung im Nationalteam fanden.

## Laufbahn als Trainer
Nachdem er sich bereits während seiner aktiven Zeit bei RC Paris nebenbei als Trainer in Épinal versuchte, wechselte er nach seiner Karriere als Spieler endgültig in das Traineramt und betreute unter anderem die Mannschaften von Red Star Paris, Olympique Marseille und Racing Paris. Mit dem 1. FC Saarbrücken erreichte er 1952 das Finalspiel der deutschen Meisterschaft. Seinen größten Erfolg als Betreuer feierte er mit der Mannschaft von Standard Lüttich, die er 1963 zum Gewinn der belgischen Meisterschaft führte.

## Stationen

### Als Spieler
- bis 1924 Linzer ASK (Jugend)
- 1924–1932 Linzer ASK
- 1932–1933 Floridsdorfer AC
- 1933–1945 RC Paris

### Als Trainer
- 1940–1941 Stade Athlétique Épinal
- 1947–1948 Association Sportive Red Star 93 Paris
- 1949–1950 Olympique Marseille
- 0000–0000 SM Caen
- 1950–1953 1. FC Saarbrücken
- 1950–1952 Saarländische Fußballnationalmannschaft (parallel)
- 1953–1958 Racing Club de Paris
- 1963–0000 Standard Lüttich

## Titel und Erfolge

### Als Spieler
- 1 × Französischer Fußballmeister: 1936
- 4 × Französischer Pokalsieger: 1936, 1939, 1940, 1945
- 1 × Österreichischer Amateurstaatsmeister: 1931
- 1 × Österreichischer Vize-Amateurstaatsmeister: 1932
- 6 × Oberösterreichischer Landesmeister: 1924, 1925, 1927, 1929, 1930, 1931
- 16 Länderspiele und 1 Tor für die Französische Nationalmannschaft zwischen Jänner 1938 und Dezember 1945
- Teilnehmer an der Fußball-Weltmeisterschaft 1938

### Als Trainer
- 1 × Belgischer Meister: 1963 (Standard Lüttich)